# Frans Holsters
Frans Holsters (Boom, 8 januari 1889 - Antwerpen, 25 november 1975) was een Belgisch industrieel en politicus voor de LP.

## Levensloop
Hij werd geboren als Frans Apers. Na het huwelijk van zijn moeder met Hendrik Holsters in december 1897 erkende deze laatste hem als zoon en kreeg hij de familienaam Holsters. Na zijn lagere school ging hij aan de slag als fabrieksarbeider, tevens volgde hij avondonderwijs aan de Antwerpse Nijverheidsschool. Later nam hij een diamantslijperij over en vervolgens richtte hij in 1929 bijkomend een pantoffel- en schoenenfabriek op.
Omstreeks de jaren 20 werd hij actief in het Boomse liberale verenigingsleven. In 1921 werd hij verkozen als provincieraadslid in het provinciedistrict Boom. In de Antwerpse provincieraad is hij van 1932 tot 1938 derde secretaris en van 1939 tot 1945 tweede secretaris. Bij de gemeenteraadsverkiezingen van 1932 werd hij tevens verkozen tot gemeenteraadslid te Boom, een mandaat dat hij uitoefende tot 10 maart 1936. Bij de verkiezingen van 1938 werd hij opnieuw verkozen in de Boomse gemeenteraad en werd tevens aangesteld tot schepen, een mandaat dat hij uitoefende tot zijn aanstelling als burgemeester van deze gemeente op 8 maart 1939 in opvolging van Frans De Schutter (BWP).
Tijdens de Tweede Wereldoorlog was hij lid van de verzetsgroep Légion Belge. Zijn broer Marcel Holsters was lid van de verzetsgroep Fidelio en infiltreerde vanuit die hoedanigheid in DeVlag. In juni 1944 werd hij aangehouden door de Duitse bezetter en vervangen in de hoedanigheid van burgemeester door René Tollenaer. Holsters werd opgesloten in de Begijnenstraat te Antwerpen, na de bevrijding nam hij zijn burgemeestersambt opnieuw op. Op 17 september 1944 werd hij vervolgens gecoöpteerd lid van de Antwerpse bestendige deputatie. Vanaf 4 april 1945 werd hij effectief lid.
Ten gevolge van de liberale verkiezingsnederlagen verdween hij uit zowel de Boomse gemeenteraad als de Antwerpse provincieraad. Vervolgens legde hij de nadruk op het sociaal beleid binnen zijn partij, wat hem deed uitgroeien tot een vooraanstaand liberaal figuur in de regio Boom-Kontich. Tevens werd hij lid van het bestendig comité van de Liberale Partij. In 1949 deed hij wederom zijn intrede in de Antwerpse provincieraad en werd hij aldaar aangesteld als quaestor. Van 1953 tot 1958 maakte hij tevens opnieuw deel uit van de Boomse gemeenteraad.